# Oldenlandia seineri
Oldenlandia seineri är en måreväxtart som beskrevs av Kurt Krause. Oldenlandia seineri ingår i släktet Oldenlandia och familjen måreväxter.
Artens utbredningsområde är Botswana. Inga underarter finns listade i Catalogue of Life.